# Tresor (club)

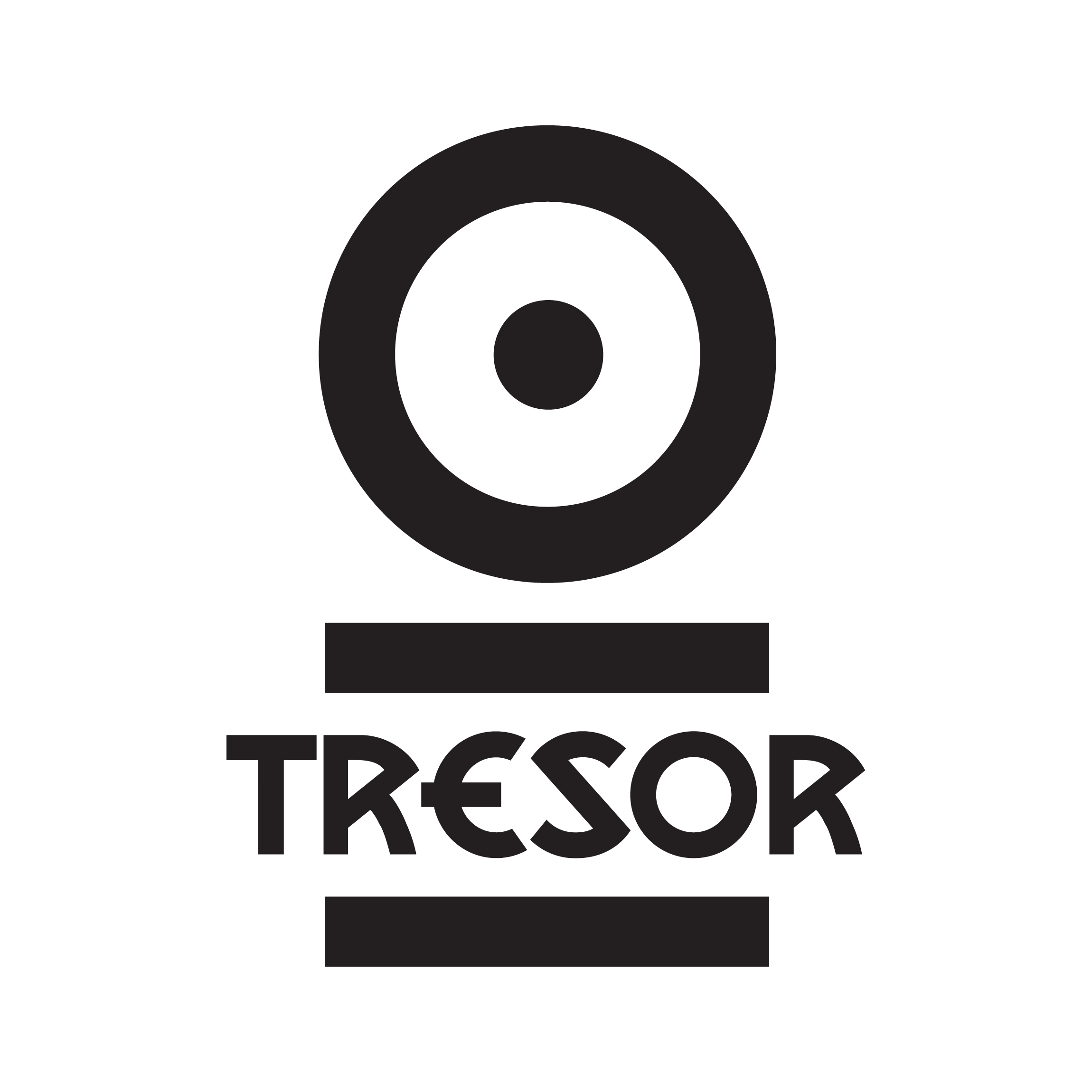
Tresor-Logo

Il Tresor, aperto nel 1991, è un club techno di Berlino; è uno dei primi club techno nati in Europa e uno dei più famosi.
Il Tresor divenne un importante punto di riferimento per i giovani berlinesi nel periodo immediatamente successivo alla caduta del muro di Berlino. Il locale ebbe inoltre un ruolo fondamentale, fin dall'apertura, per la diffusione in Europa del genere Detroit techno.

## Storia
L'apertura ufficiale del Tresor ebbe luogo il 13 marzo 1991. I co-fondatori furono Dimitri Hegemann, Achim Kohlenberger, Johnnie Stieler, Carola Stoiber e Regina Baer.

### Antecedenti
Al momento dell'apertura del club, alcuni dei co-fondatori avevano precedenti esperienze di gestione di locali simili. Nel 1988, mentre era bassista della band Leningrad Sandwich, Hegemann aveva infatti aperto  con la collaborazione di Kohlenberger il club UFO, nel seminterrato di un edificio nel quartiere di Kopenicker. Il locale era del tutto illegale, ospitava centinaia di persone ed era caratterizzato dal genere acid house.
Con l'aumentare della popolarità di UFO i proprietari furono costretti a trovare un’altra sede più ampia e scelsero un vecchio supermercato a Schöneberg. Questo locale venne chiuso poco dopo a causa dei residenti del quartiere, che protestarono contro l’eccessivo rumore. A Hegemann e Kohlenberger si aggiunsero gli amici Johnnie Stieler e Carola Stoiber; il gruppo si mise quindi alla ricerca di uno spazio per sostituire il club recentemente chiuso.

### La prima sede del Tresor
Tra la fine del 1990 e l'inizio del 1991, i co-fondatori individuarono il magazzino Wertheim, ormai abbandonato, all’indirizzo 126-128 di Leipziger Strasse, vicino alla terra di nessuno nel quartiere di Potsdamer Platz, in precedenza diviso dal muro di Berlino. Andarono a visitare l’interno dell’edificio insieme a un custode facente parte dell’ufficio federale delle proprietà e constatarono che l’interno era occupato da mobili, sacchi di cambiali doganali e altri detriti. Dietro a un alto armadio trovarono una porta e una scala di metallo che li portò al piano inferiore. In quell’area scoprirono centinaia di casseforti arrugginite su entrambi i lati, mentre in fondo un muro recintato di barre di metallo verticali, come quelle di una cella di prigione, li separava dalla stanza successiva. Quest'ultima era molto più grande e costellata di colonne di supporto.
I co-fondatori apprezzarono immediatamente il posto e scelsero per il club il nome Tresor proprio perché in tedesco significa 'cassaforte'. La ristrutturazione della cantina venne affidata a Regina Baer. In particolare, fu problematica la fornitura d'acqua, poiché l'amministrazione di Berlino est si stava occupando dell’unificazione e ciò rallentava la prosecuzione dei lavori restanti. L’intera squadra trascorse tre mesi a rassettare l’intero edificio, rendendolo funzionale come club da ballo ma senza alterare la sua atmosfera.
La serata d’apertura ebbe luogo il 13 marzo 1991: la notizia si sparse grazie al passaparola e alla rave line di Berlino, un numero di telefono che portava una registrazione annunciando data e luogo delle feste da ballo illegali.

### Controversie e chiusura del club
A metà degli anni novanta, l'azienda Peter e Isolde Kottmair acquistò l’intero isolato da Wilhemstrasse a Potsdamer Platz, incluso il Tresor, con l’idea di sviluppare progetti culturali e piccole imprese. Al fine di mantenere aperto il Tresor, Hegemann propose la Tresor Tower: una struttura di nove piani come centro della musica elettronica di Berlino, che avrebbe ospitato attività alternative, caffè, ristoranti, studi di registrazione ed etichette, agenzie di prenotazione e stilisti di moda.
Si scoprì poi che al di sotto dell'isolato si trovava un tunnel della metropolitana abbandonato e nessun finanziatore avrebbe pagato per rifare le fondamenta, così l’intero progetto venne accantonato.
Tra la fine del 1990 e l’inizio del 2000, intorno a Potsdamer Platz vennero costruiti vari grattacieli di proprietà di multinazionali e l’immobile del Tresor fu venduto a un investitore privato per 20 milioni di euro. L’edificio venne raso al suolo per realizzare degli uffici e successivamente venne costruito sul posto il più grande centro commerciale di Berlino, il Mall of Berlin.
L’ultima festa del club continuò per sedici giorni consecutivi e si concluse il 16 aprile 2005.

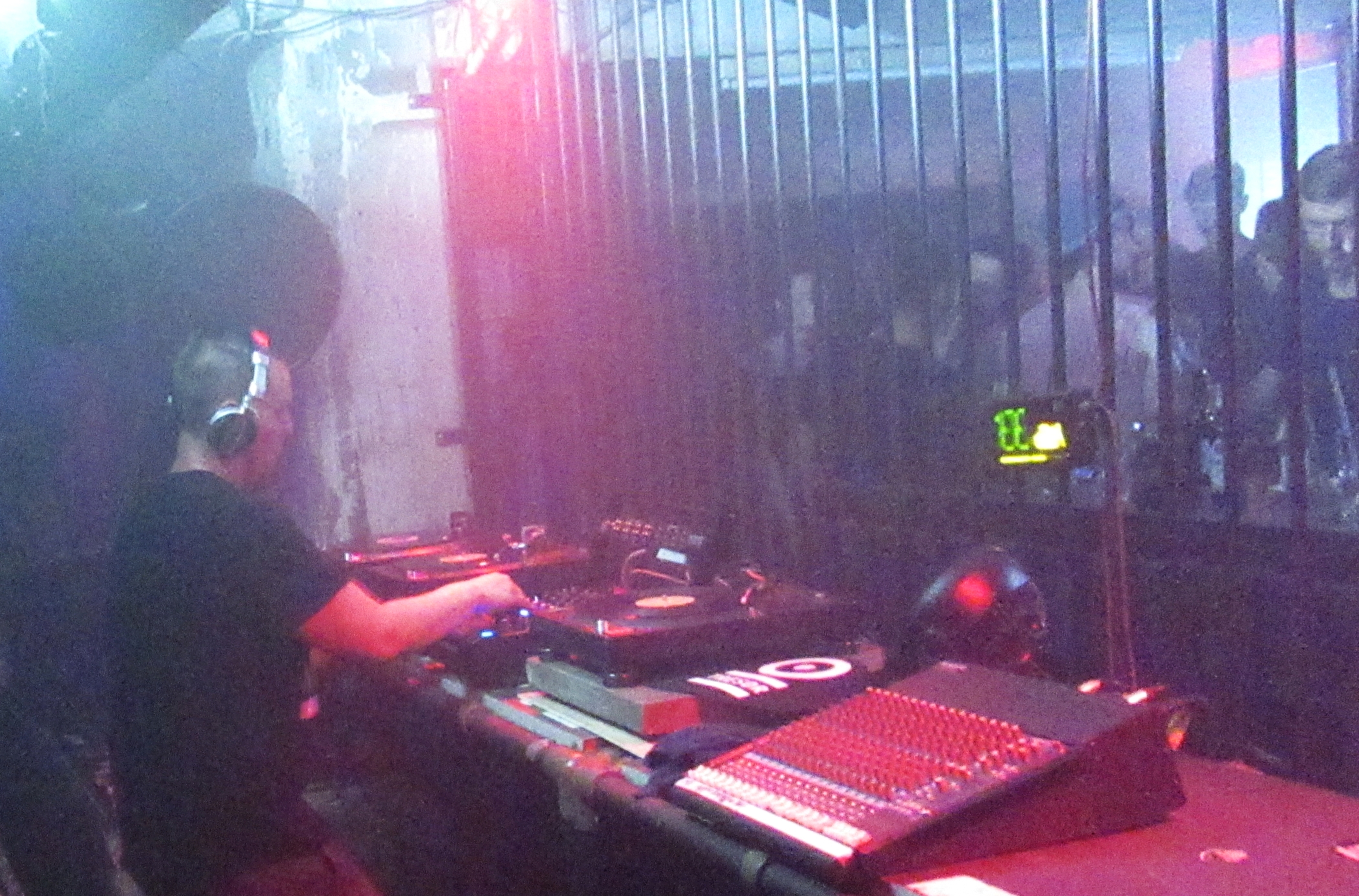
Tresor_Nightclub_Berlin_DJ_3_(cropped_twice)

### L’apertura nella sede attuale
Nel 2007 il Tresor riaprì in una nuova sede. Hegemann inizialmente aveva traslocato l'intera attrezzattura da Leipziger Strasse in un seminterrato rimasto vuoto di un’ex centrale termica a Kopenicker Strasse. In seguito, pensò che il seminterrato potesse essere una soluzione per il loro nuovo locale. L’intero edificio possedeva 8.000 m² su due livelli collegati da scale in acciaio e pilastri in cemento.
La nuova sede venne sviluppata con l'installazione di infrastrutture di ventilazione, sicurezza e riscaldamento, vie di fuga e sistemi di irrigazione.

## Il contesto
Il rapporto tra le feste illegali e la politica tedesca ebbe inizio nel 1949, quando Berlino era occupata dalle forze alleate. Essendo ancora in vigore il coprifuoco, i locali dovevano chiudere alle 21:00 nella parte occidentale, alle 22:00 se si trovavano in quella orientale. Di conseguenza, molti cittadini si spostavano da ovest a est per restare in un locale più tempo.
A questo punto, i sovietici prolungarono il coprifuoco di un’ora, mentre gli alleati fino alla mezzanotte; per controbattere, il settore orientale arrivò fino all’una del mattino. Di fronte a questa situazione, Heinz Zellermayer, ristoratore della parte occidentale, proprietario dell’hotel Am Steinplatz e direttore della corporazione degli albergatori berlinesi, decise di  chiedere l'abolizione del coprifuoco. Così incontrò i comandanti dei tre settori degli alleati: solo l’americano Frank L. Howley decise di considerare la sua proposta. Questa venne poi messa ai voti e approvata anche dalla parte francese.
Da quel momento in poi i party berlinesi divennero una caratteristica della città. In ogni quartiere aprirono locali di ogni genere: discoteche, club strutturati in ex fabbriche abbandonate, ma anche birrerie e taverne tipiche tedesche chiamate kneipe.
L’assenza di un coprifuoco non incise negativamente sulla città, anzi uscire la sera e tornare la mattina dopo divenne un vero e proprio stile di vita per i berlinesi, che uscivano per divertirsi e conoscere altra gente dopo aver trascorso anni bui.
Negli anni ottanta molti giovani di Berlino Ovest iniziarono a frequentare seminterrati piccoli e sovraffollati, con l’aria quasi irrespirabile. Con la caduta del muro di Berlino ebbero un'enorme diffusione le feste illegali e la musica techno. 
Il Tresor, in particolare, dal 1991 iniziò a rappresentare un punto di riferimento: dopo anni di separazione non esisteva più differenza tra est e ovest e due culture si unirono nella musica techno.
(Mark Reeder, Tresor: True Stories)

## L’alleanza con Detroit
Nel 1991, Carola Stoiber andò a New York per creare contatti per il club e una possibile casa discografica. Lì incontrò Jeff Mills, co-fondatore dell’etichetta Underground Resistance di Detroit, la quale stava cercando un interlocutore in Europa per rilasciare il loro album X-101. I proprietari del Tresor accettarono e qualche settimana dopo i dischi iniziarono a essere presentati e testati direttamente sulla pista da ballo. Nacque così una collaborazione tra la casa discografica statunitense e quella fondata a Berlino, poi chiamata Tresor Records: la prima sviluppava il suono, la seconda lo distribuiva.
Nel 2011 ebbe inizio il progetto Detroit-Berlin Connection, che rimane uno «sforzo collaborativo e transatlantico per riunire individui e comunità creative con l’obiettivo di guidare la crescita culturale ed economica di Detroit».

## La sede attuale
La sede attuale del club è a Kopenicker Strasse 70 all’interno di uno stabilimento che ospita non solo il Tresor/Globus ma anche altri club quali l’Ohm, il Kraftwerk e, a partire dal 30 ottobre 2023, è anche sede del celebre negozio di dischi Hard Wax.
All’interno del club ci sono due sale. La prima è al piano superiore e si chiama Globus e ospita artisti che suonano principalmente electro, live sets e house. La seconda è al piano interrato e si chiama Tresor. Nel Tresor si suona principalmente techno.
Il Tresor/Globus è aperto dal mercoledì al sabato. Il mercoledì si tiene la serata che si chiama “New Faces” e ospita artisti emergenti ed è aperta solo la sala Tresor. Il giovedì è la serata di “Globus invites…” ed è aperta solo la sala Globus. Il venerdì e il sabato sono aperte contemporaneamente entrambe le sale e si alternano artisti di fama internazionale, molti dei quali pubblicano le loro release sotto l’etichetta discografica del club, la Tresor Records.